# Robert Bootz

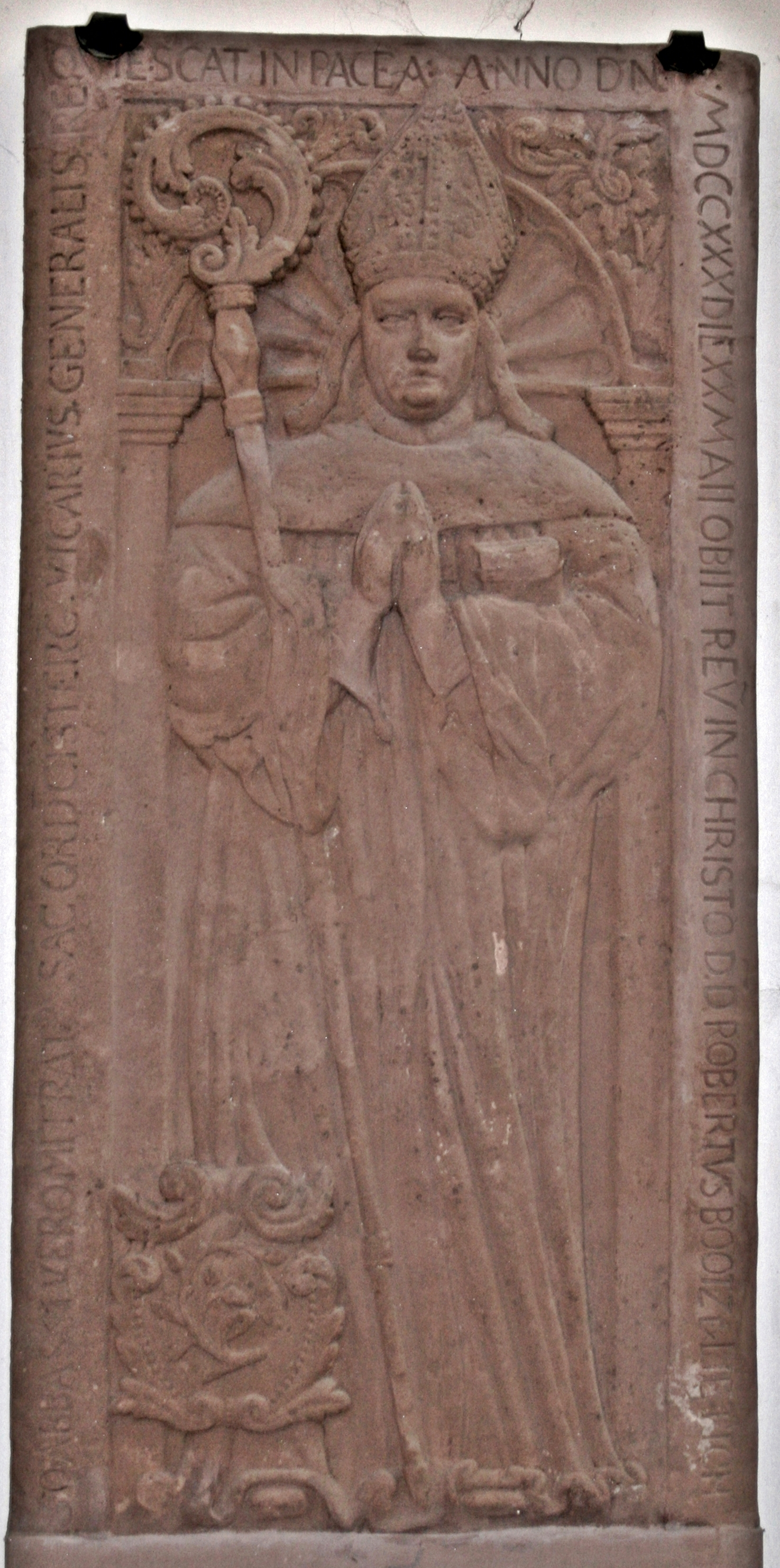
Grabplatte des Abtes Robert Bootz, heute in der Klosterkirche Himmerod

Robert Bootz (* August 1650 in Großlittgen; † 20. Mai 1730 im Kloster Himmerod) war ein deutscher Zisterzienserabt.

## Leben
Robert Bootz kam im August 1650 als Sohn des Matthias Bootz und dessen Frau Helena Heck (beide waren mit dem Kloster Himmerod verbunden) in Großlittgen auf die Welt. Im Alter von 18 Jahren trat Bootz in das Kloster ein und empfing um 1674 dort seine Priesterweihe. Man beauftragte ihn kurz darauf, Archiv und Bibliothek des Klosters neuzuordnen, da sie durch den Dreißigjährigen Krieg in Mitleidenschaft gezogen waren. Während dieser Tätigkeit erwarb er sich sowohl historische wie auch rechtswissenschaftliche Kenntnisse und wurde auch als Subprior eingesetzt.
Im Jahr 1685, nach dem Tod des damaligen Abtes Johannes Post, wurde Bootz direkt zu dessen Nachfolger im Kloster gewählt. Den Segen zu diesem Amt erhielt er am 7. Februar 1685 von Weihbischof Maximilian Heinrich Burmann. Der Vaterabt Petrus Bouchu von Clairvaux bestätigte die Wahl dann am 30. Juni. Somit war Bootz der 45. Abt des Klosters. Er kümmerte sich besonders um wirtschaftliche Aspekte und führte das Kopialbuch. 1686 ernannte man ihn nebenbei zum Visitator des Klosters Clairvaux; im Folgejahr übergab man ihm zudem das Amt des Generalvikars der Zisterzienser für Niederdeutschland sowie für das Rheinland; damit oblagen ihm 18 Männer- und 57 Frauenklöster.
Bereits im Jahr nach der Ernennung zum Abt ließ er ein Krankenhaus errichten und leitete die Restaurierung der Krankenkapelle. Darüber hinaus beendete er im Jahr 1688 den Klosterneubau, der von Abt Matthias Glabus († 1648) begonnen worden war. Auch errichtete Bootz eine Kapelle zu Ehren des 1179 verstorbenen Mönches David von Himmerod; ebenfalls ließ er die Klosterhöfe neu erbauen. Weitere Vorhaben jedoch konnten nicht umgesetzt werden.
Bootz verfolgte den Wunsch, Studien im Kloster zu fördern. So berief er 1700 aus dem Jesuitenorden stammende Lektoren und in den Jahren 1708 bis 1723 Kanoniker der Prämonstratenser zu Vorlesungen im Kloster Himmerod. 1706 berief man ihn zum Rektor des akademischen Senats der Universität Trier; diese Stelle hatte er drei Jahre lang inne.
Robert Bootz starb am 20. Mai 1730 im Kloster und wurde im Kapitelsaal beerdigt. Sein Nachfolger wurde Ferdinand Pesgen; ein späterer Abt des Klosters, Anselm Raskop, war ein Neffe von Bootz. Ambrosius Schneider, der von 1971 bis 1991 Abt des Klosters war, bezeichnet Bootz als bedeutendsten Abt des Klosters.

## Werk
- Series abbatum Claustri B. M. V. in Hemmenrode